# Présidence néerlandaise du Conseil de l'Union européenne en 1997
La présidence néerlandaise du Conseil de l'Union européenne en 1997 désigne la dixième présidence du Conseil de l'Union européenne, effectuée par les Pays-Bas depuis la création de l'Union européenne en 1958.
Elle fait suite à la présidence irlandaise de 1996 et précède celle de la présidence luxembourgeoise du Conseil de l'Union européenne à partir du 1er juillet 1997.

## Historique

### Contexte
La présidence néerlandaise du Conseil des ministres coïncide avec l'étape finale de la Conférence intergouvernementale dont l'objectif était la révision du traité de Maastricht. La volonté néerlandaise était de terminer les négociations au Conseil européen de juin 1997. Cependant, l'approche néerlandaise fut influencée par le Zwarte Maandag lors de la présidence néerlandaise du Conseil des Communautés européennes en 1991.
Dès 1994, le gouvernement néerlandais préparait le premier document en vue de la CIG qui devait commencer en 1996. Dès cette époque, il était prévisible que les négociations prendraient fin lors de la présidence néerlandaise. Ce premier rapport (quatre suivront) concernait le processus d'élargissement et ses conséquences, la politique étrangère et de sécurité, la coopération en matière de justice et d'affaires intérieures, et la réformes des institutions dans le contexte des élargissement vers l'est. La position néerlandaise ainsi que le programme de la présidence était inscrit dans cette publication. D'autres documents furent publiés par le ministre des Affaires étrangères mais aussi par d'autres ministres. Dans le cadre du Benelux, un memorandum commun fut publié sur la CIG.

### Préparation de la présidence
Les travaux de préparation de la présidence ont commencé à l’automne 1995 par l'établissement d'un groupe de travail élargi incluant les représentants officiels de la représentation permanente des Pays-Bas auprès de l'UE et le commissaire européen Hans van den Brock.
Bien que le ministère des Affaires étrangères soit chargé de la présidence, les ministères néerlandais compétents sur le fond étaient en ligne afin de préparer la coordination sur les politiques européennes. Les ministères avaient notamment la consigne d'être ouvert sur les priorités thématiques qui pouvaient être prévue lors des réunions afin de favoriser les discussions et la possibilité de trouver des compromis.

## Priorités
Les priorités de la présidence néerlandaise ont été présentées dans deux documents : le programme de travail de la présidence, et un document présenté au Parlement en novembre 1996. Les priorités étaient :
- finaliser la conclusion de la conférence intergouvernementale sur la base du projet de texte préparé par la présidence irlandaise. L'ambition affichée était de clore les négociations en juin 1997, mais sans aborder la question de la ratification du traité.
- préparer la dernière étape du processus d'union monétaire européenne, notamment en ce qui concerne un accord entre les États membres pour plus de discipline budgétaire.
- en matière d'élargissement, se concentrer sur un renforcement du dialogue politique structurel entre les États membres et candidats.
- en matière d'affaires étrangères, le processus de paix au Moyen-Orient, la suite du processus de Barcelone, l'élaboration des accords de Dayton, les relations avec les États-Unis et le Canada, la lutte contre la criminalité internationale, le trafic de drogue et la lutte contre le racisme.

D'autres priorités ont été poussés par les ministères néerlandais, tels que des programmes pour l’emploi européen, la dimension sociale de l’Union en particulier l’égalité des genres, le renforcement du marché intérieur, la libéralisation des transports, les secteurs de l’énergie et de la télécommunication, la protection de l'environnement les initiatives en matière de santé et le commerce et le développement.

## Critique et perception
La perception de la présidence néerlandaise fut celle d'une présidence bien organisée et préparée mais dont l'ambition était modeste voire en retrait. Alors que les Pays-Bas ont toujours penché jusqu'alors vers plus de supranationalité, cette perception est considérée comme surprenante par les chercheurs Mendeltje van Keulen et Jan Q. Rood. Il est possible selon eux que la modestie de la présidence néerlandaise fut en fait un choix rationnel face à leur réputation (en faveur de la supranationalité par exemple) dans le cadre de la conférence intergouvernementale, ce qui aurait permis de favoriser les compromis. Se faisant, les Pays-Bas ont renouvelé la perception bien ancrée que le pays exerçant la présidence du Conseil de l’UE a le rôle de « courtier honnête ».
Toutefois, en dépit de cette position, les Pays-Bas et la Belgique ne se sont pas entendues lors du Conseil européen d'Amsterdam. Les Pays-Bas avaient en effet demander plus de poids dans les votes que les autres petits pays. Un protocole sur la réforme institutionnel a finalement pu être adoptée, néanmoins celui-ci ne fonctionna pas et fut surnommé le « protocole de l’échec ».